# Вернер, Антон фон
Анто́н Алекса́ндр фон Ве́рнер (нем. Anton Alexander von Werner; 9 мая 1843, Франкфурт-на-Одере — 4 января 1915, Берлин) — немецкий живописец, последователь натурализма, один из основных представителей берлинского академизма эпохи Второго рейха, художественный публицист и музейный работник; мастер исторической картины на тематику франко-прусской войны и объединения Германии, консервативный оппонент модернистской живописи, также работал как портретист и график-иллюстратор. Член Прусской академии искусств (с 1874), доверенное лицо трёх германских кайзеров: Вильгельма I, Фридриха III и Вильгельма II.

## Жизнь и творчество
Антон фон Вернер родился в семье столяра, дворянского происхождения, принадлежавшего к происходившему из Восточной Пруссии старинному прусскому роду чиновников и офицеров. Уже в юности Антон начинает изучать рисунок. В 1857—1860 он знакомится с техникой настенной и декоративной живописи, нанесением орнамента и иллюстрированием. Затем художник обучается в Прусской Академии художеств (1860) и в Академии художеств Карлсруэ (1861), центрами позднеромантической и реалистической школ в Германии. Вначале Вернер работает преимущественно как иллюстратор произведений знакомых поэтов.
В 1865 году он посещает Париж, где знакомится с восхитившим его современным французским искусством. В период с марта 1867 по июль 1868 он снова живёт в Париже, вначале как представитель южногерманских государств при Всемирной выставке 1867 года, затем — как свободный художник. Вернер изучает мастерство таких художников, как Энгр, Делакруа, а также Месонье и Леона Конье, с которыми был лично знаком. На Всемирной выставке Вернер демонстрирует свои полотна «Конрадин фон Штауфен и Фридрих Баденский» и «Лютер перед Каэтаном», за которые получил премию Берлинской художественной академии по разряду исторической живописи. Эта премия позволила Вернеру в ноябре 1868 — ноябре 1869 годов совершить учебную поездку в Италию, где он знакомится с художником Ансельмом Фейербахом, оказавшим значительное влияние на творчество Вернера в последующие годы.
С середины октября по конец ноября 1870 года Вернер находился на фронте франко-прусской войны, при штабе 3-й германской армии под командованием наследника прусского престола кронпринца Фридриха Вильгельма (будущего кайзера Фридриха III); по указанию последнего художник в январе 1871 года приезжает в германскую ставку в Версаль, где пишет портреты германских военачальников, офицеров и высшего чиновничества. Отношения между Вернером и кронпринцем были настолько дружескими, что мастер был принят даже в семье наследника престола. Фридрих Вильгельм знакомит А. фон Вернера с канцлером Отто фон Бисмарком и начальником Генерального штаба германской армии Гельмутом Карлом фон Мольтке, а также с императором Вильгельмом I. Впоследствии император Вильгельм сделал Вернера своим советником по вопросам искусства. Работы в Версале были началом стремительной карьеры живописца, ставшего со временем одним из влиятельнейших художников Германской империи. В 1871 году Вернер переезжает в Берлин.
В Берлине Вернер выполняет целый ряд заказов, посвящённых победоносной войне и провозглашению Германской империи — в том числе для берлинского «колонного зала» при Колонне Победы (Siegessäule), начата в 1872 году. В 1873 он продолжил серию «военных» картин — Мольтке и генеральный штаб перед Парижем, настенная живопись для новой ратуши в Саарбрюккене, изображающая въезд императора Вильгельма в освобождённый от французских войск город, и др. Проживая в столице новообразованной империи, фон Вернер вошёл в высший круг городского и придворного общества, включавший художников и артистов, военных, промышленников и банкиров, владельцев крупных газет. По своим политическим убеждениям художник был национал-либералом, противником антисемитизма. Как теоретик искусства, он придерживался тезисов о необходимости художника служить своему государству и предпочитать реалистическую манеру изображения, которая ни в коем случае не должна шокировать зрителя.
В 1870-е годы А. фон Вернер пишет полотна по частным заказам, среди них Мартин Лютер на семейном празднике (на которой он изобразил Лютера среди семьи заказчика) и Портрет семьи Прингсгейм в костюмах эпохи Ренессанса. Самой его известной работой этого периода было оконченное в 1877 году, после шестилетней работы полотно Провозглашение Германской империи 18 января 1871 года, ставшей подарком немецких князей и городов императору Вильгельму I к его 80-летию. В конце 1880-х годов художник создаёт по заказам портреты выдающихся деятелей германского государства — военных, политиков, дипломатов и др., в том числе и серию портретов Отто фон Бисмарка. Он также пишет и несколько жанровых произведений, таких, как Военнопленные (1886) и На зимних квартирах у Парижа (1894). В 1900 году художник создаёт для Берлинского собора восемь мозаик религиозного характера, с изображениями четырёх евангелистов и т. п.
Антон фон Вернер исполнял роль придворного художника-хрониста, запечатлевшего в своих произведениях важнейшие события современного ему германского общества. Он писал свои работы реалистически, с почти фотографической точностью, поставив живопись, благодаря её особенностям, выше фотографического искусства при отражении происходящего. В Берлине фон Вернер поддерживает близкие отношения с другим выдающимся мастером, Адольфом фон Менцелем, которого считал величайшим.
В 1874 году А. фон Вернер избирается членом Прусской академии искусств, в том же году он становится её директором и занимает этот пост на протяжении последующих 40 лет. В 1887 он возглавляет Союз берлинских художников (до 1895) и затем вновь — в 1899—1901 и 1906—1907. В 1908 году, после т. н. аферы Чуди, связанной с приобретением для берлинской Старой национальной галереи полотен французских художников-барбизонцев Вернер, по предложению императора Вильгельма, занимает пост директора этого музея. В то же время проводимая Вернером консервативная политика в области искусства, его неприятие новых течений в живописи (импрессионизма и экспрессионизма, выразившееся, в частности, в закрытии в 1892 берлинской выставки Эдварда Мунка и конфликте в том же году с Максом Либерманом) привело к выходу ряда художников из берлинского Союза, организации ими отдельного Союза свободных художников и возникновению такого движения, как Берлинский сецессион. На этих консервативных позициях художник оставался вплоть до конца жизни. В 1913 году, когда к его 70-летию Академия собиралась организовать ретроспективную выставку его работ, А. фон Вернер отклонил это предложение, так как правительство Германии, опасаясь дипломатических осложнений со стороны Франции в связи с «военными» полотнами художника времён войны 1870—1871 годов, пожелало само составить каталог выставляемых работ.

## Награды
После освящения Берлинского собора в 1905 художнику был присвоен титул советника 1-го класса (экселенц), что соответствовало титулатуре генерал-майора армии или епископа. Его именем названы также несколько берлинских улиц.
- Орден Красного орла 4-го класса (22 августа 1873, королевство Пруссия)[5]
- Рыцарский крест Королевского ордена Дома Гогенцоллернов (1 ноября 1877, королевство Пруссия)[6]
- Орден Короны 3-го класса (7 января 1879)[7]
- Орден Максимилиана «За достижения в науке и искусстве» (1887, королевство Бавария)[8]
- Орден Короны 2-го класса (5 мая 1888)[9]
- Орден Красного орла 2-го класса (18 января 1895)[10]
- Орден Красного орла 1-го класса (1912, королевство Пруссия)[11]

## Галерея

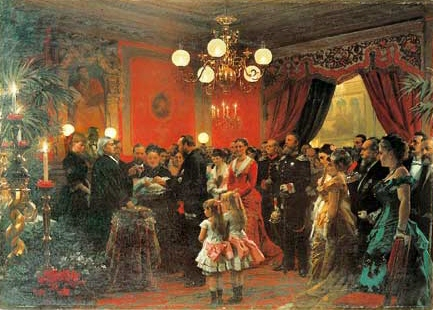
Крестины в моём доме
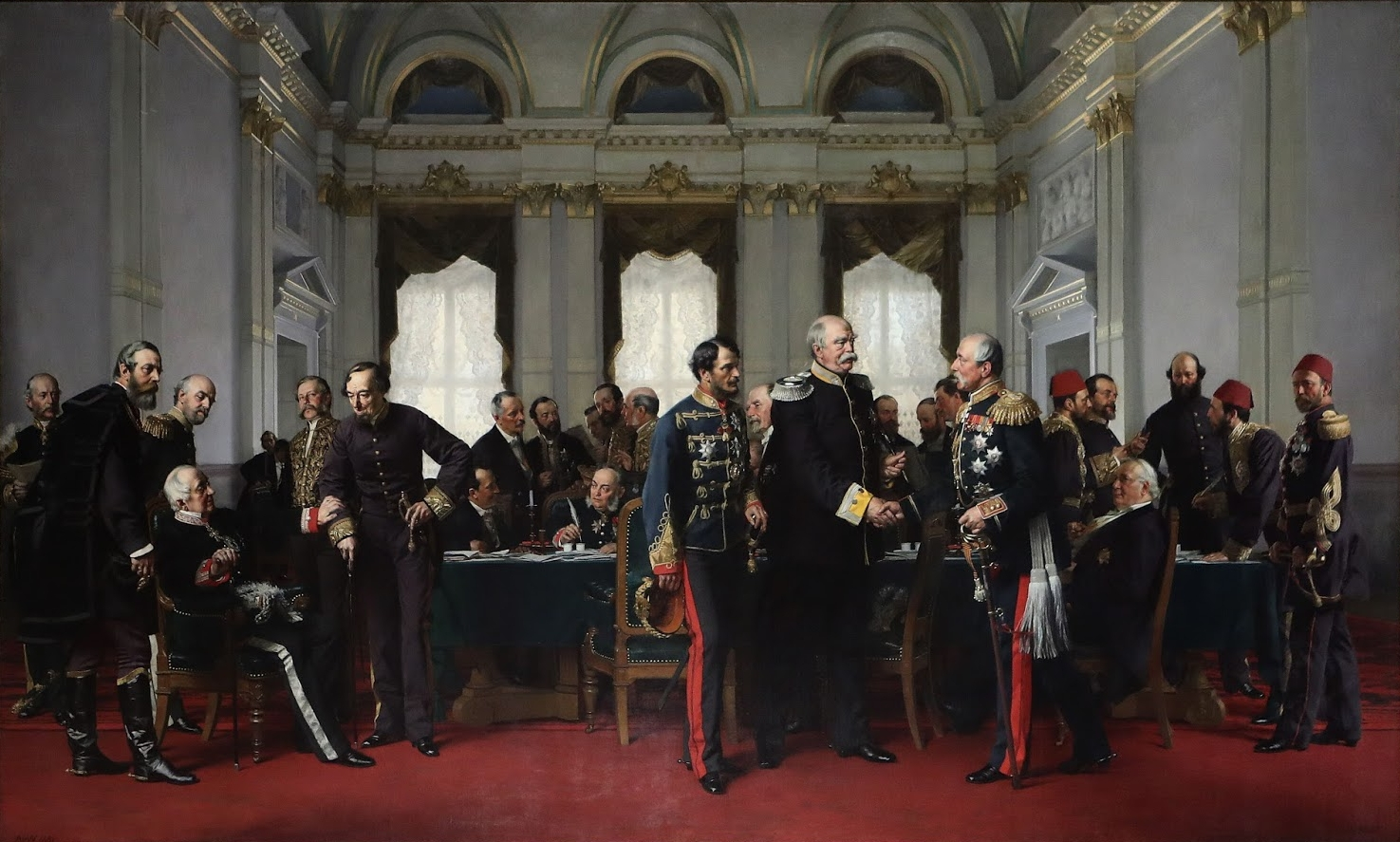
Берлинский конгресс
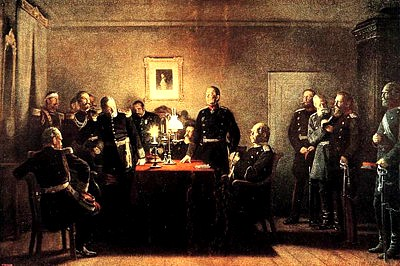
Переговоры о капитуляции под Седаном. 1/2 сентября 1870 года, полночь (Диорама, 1885))
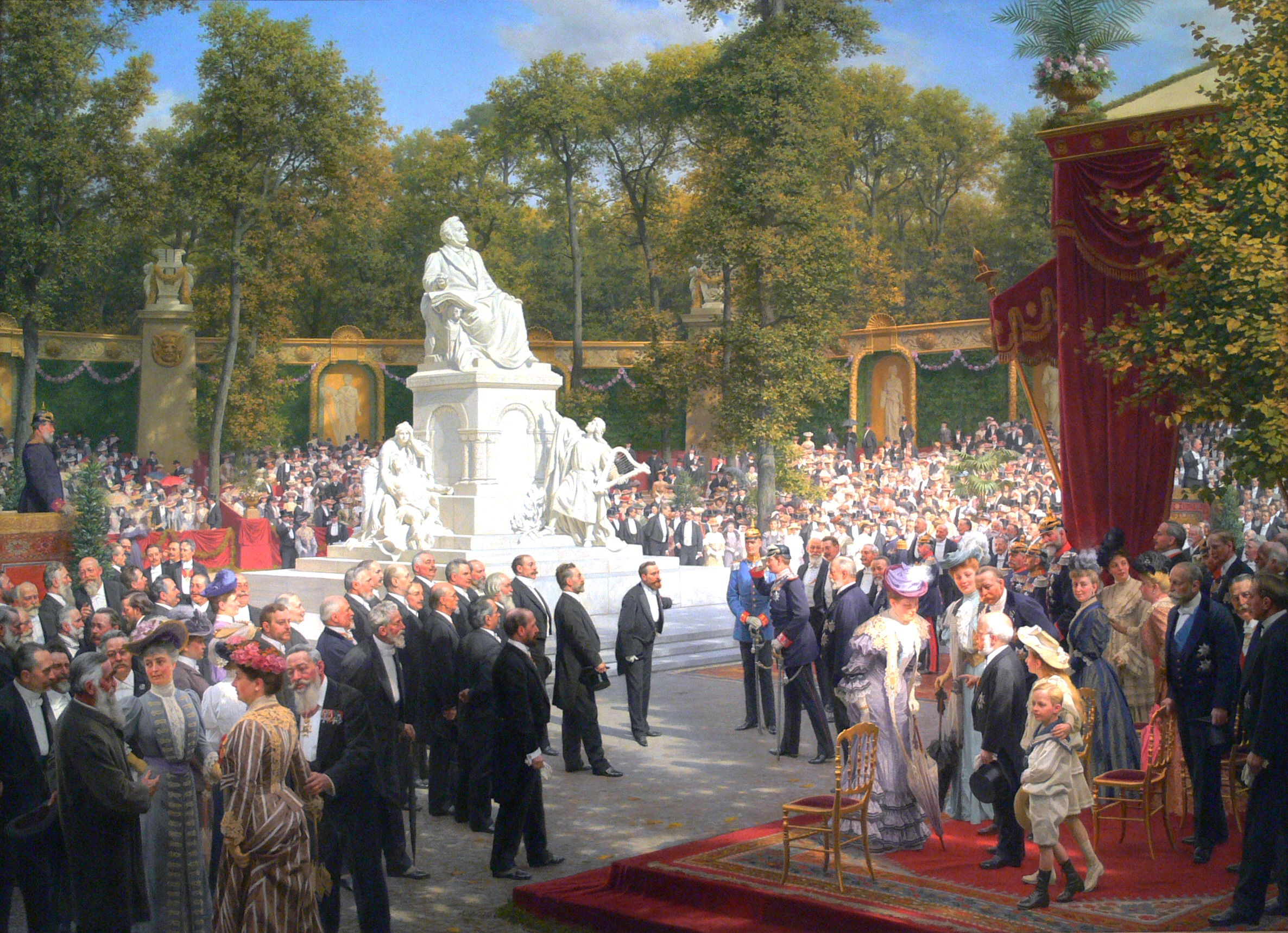
Открытие памятника Рихарду Вагнеру в Тиргартене (1908)
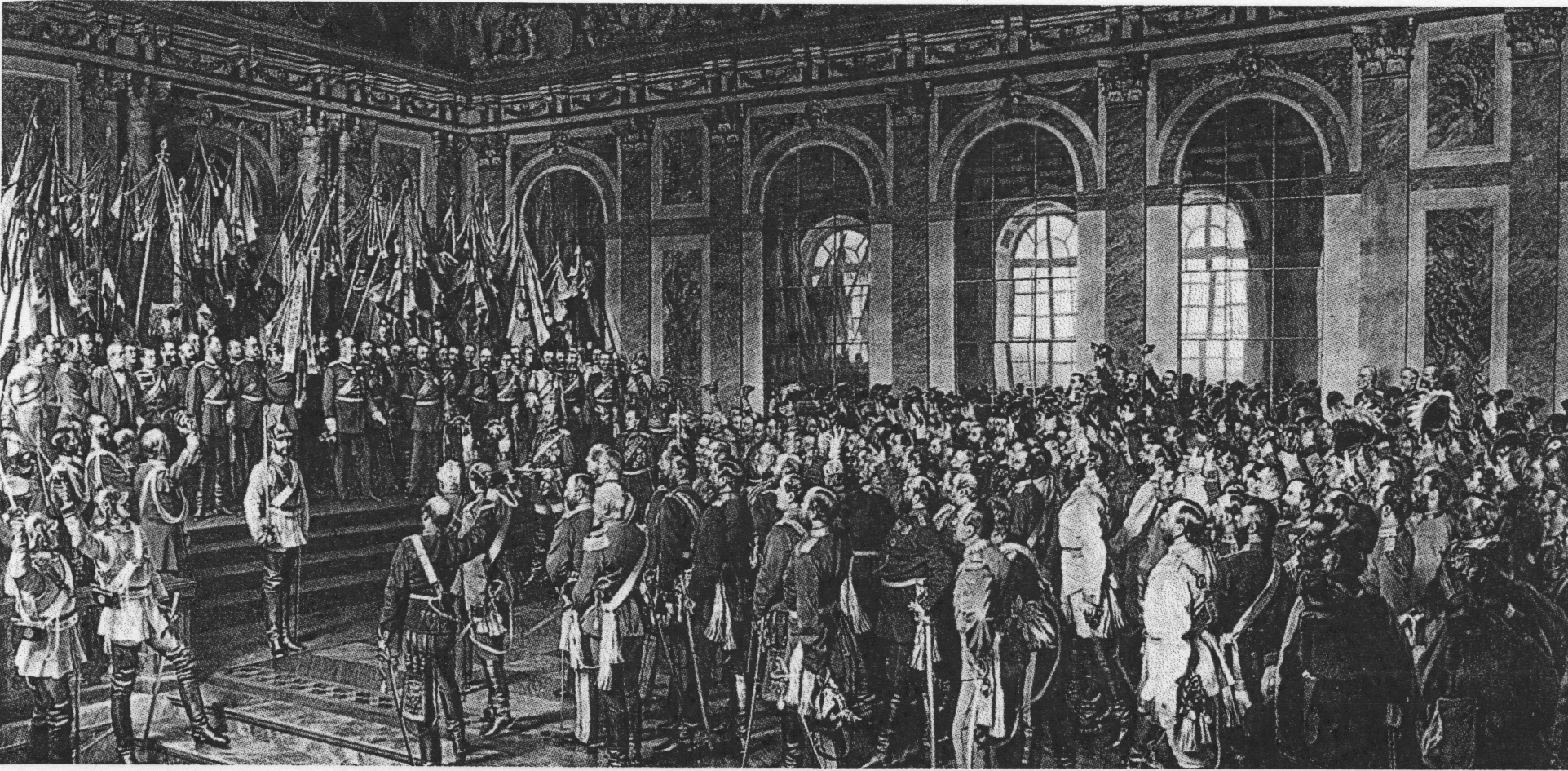
Провозглашение Германской империи в 1871 году (1877)
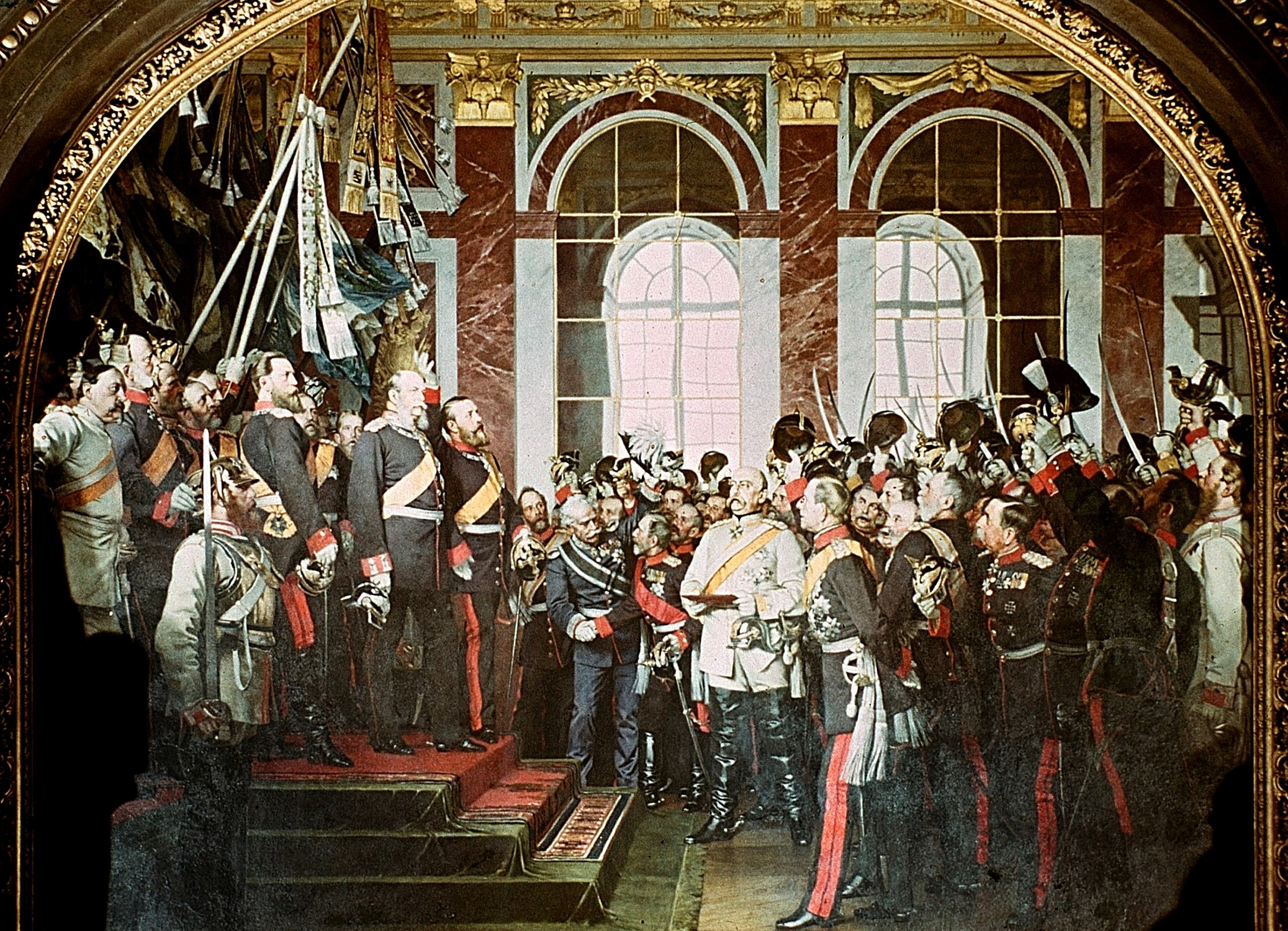
Провозглашение Германской империи в 1871 году (1882, второй вариант)
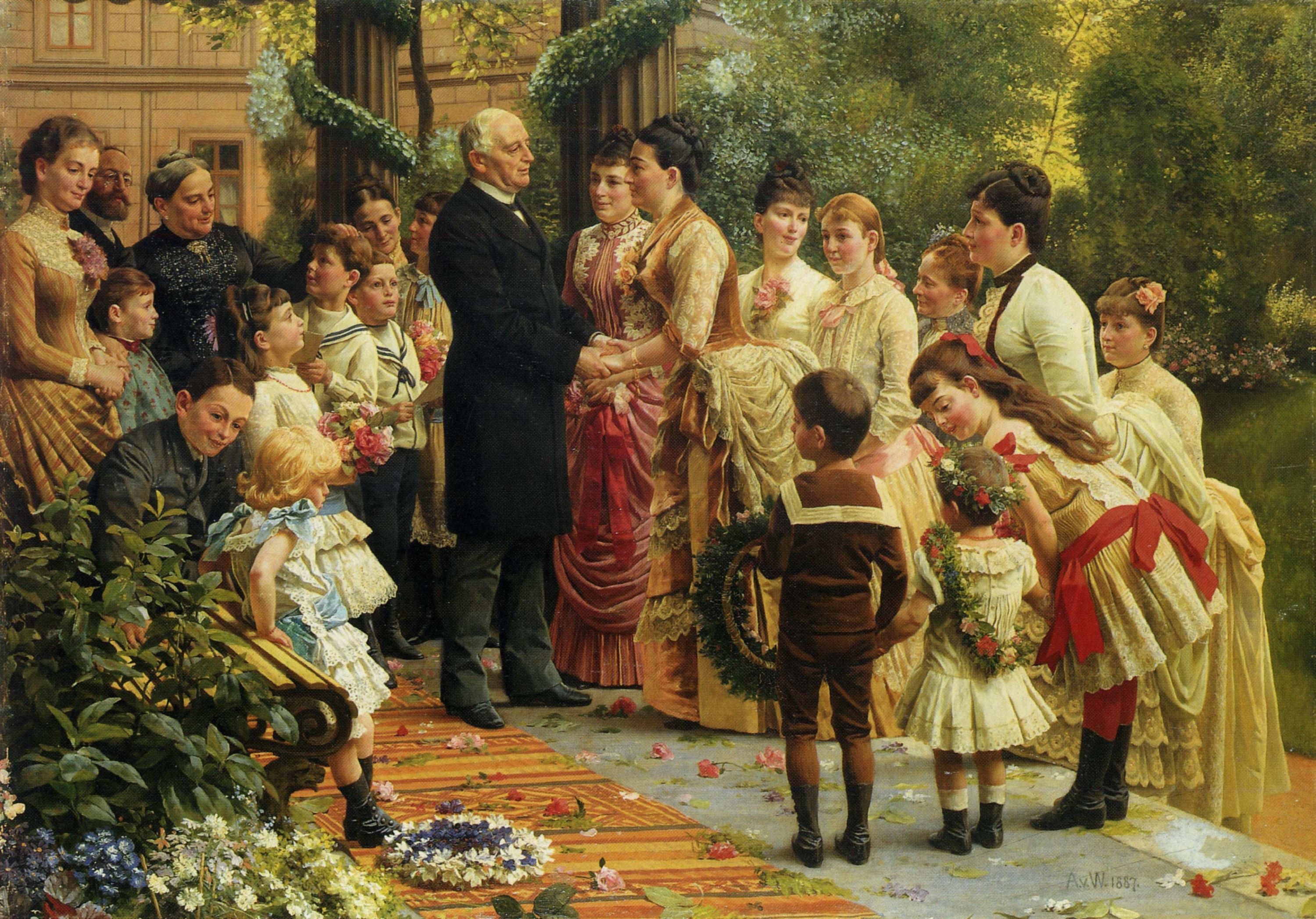
На 70-летии советника коммерции Валентина Манхеймера

## Сочинения
- (Изд.) Zur Jubelfeier 1696—1896. Geschichte der Königlichen Akademischen Hochschule für die bildenden Künste zu Berlin. Berlin 1896.
- Ansprachen und Reden des Direktors Anton von Werner an die Studierenden der Königlichen Akademischen Hochschule für die bildenden Künste zu Berlin und Verzeichnis der Lehrer, Beamten und Schüler derselben seit 1875. Schuster, Berlin 1896.
- Rede bei der Trauerfeier der Königl. Akademie der Künste für Adolph von Menzel am 6. März 1905, gehalten von Anton von Werner. Mittler & Sohn, Berlin 1905.
- Erlebnisse und Eindrücke 1870—1890. Ernst Siegfried Mittler und Sohn, Berlin 1913.
- «Jugenderinnerungen 1843—1879», Herausgegeben von Dominik Bartmann, kommentiert von Karin Schrader. DVf Kunstwissenschaft, Berlin, 1994 (=Quellen zur deutschen Kunstgeschichte vom Klassizismus bis zur Gegenwart, Band 3), ISBN 3-87157-165-2.